# Relaciones Colombia-Rusia
Las relaciones Colombia-Rusia son las relaciones bilaterales y exteriores entre la República de Colombia y la Federación de Rusia. Las relaciones diplomáticas entre Colombia y la entonces Unión Soviética (URSS) se establecieron por primera vez el 25 de junio de 1935 (luego se rompieron el 3 de mayo de 1948 y se restablecieron a la normalidad el 19 de enero de 1968). Colombia tiene una embajada en Moscú y Rusia tiene una embajada en Bogotá.

## Contexto Histórico
En principio el contexto histórico de las relaciones entre la Unión Soviética (URSS) y la República de Colombia estuvo inmersa bajo la premisa del enfrentamiento entre el capitalismo occidental y el comunismo oriental, en el periodo de la Guerra Fría.
En cuanto al inicio de las relaciones entre estos dos Estados las cuales tuvieron inicio el 25 de junio de 1935, dicho suceso tuvo lugar cuando el ministro plenipotenciario de Colombia en Italia, Gabriel Turbay (un político liberal) se dirigió por medio de una carta al embajador soviético en Roma en ese entonces el Sr. Borís Stein, en donde el ministro le expresa la decisión adoptada por parte del presidente Alfonso López Pumarejo en él cual se hacía referencia a iniciar el canal de comunicación y así establecer las relaciones diplomáticas y consulares correspondientes con la URSS. Tras el comunicado por parte del Ministro Plenipotenciario el embajador  respondió con un beneplácito en respuesta al comunicado emitido por parte del gobierno Colombiano.

## El inicio de las relaciones Colombia-Rusia
En 1930 y luego de un muy extenso periodo en el poder, el partido conservador es desbancado de la presidencia de la república de Colombia tras ser derrotado en las elecciones populares por el partido liberal. En ese momento dio un giro la política colombiana para convertirse en una república liberal, lo cual  trajo consigo cambios para las relaciones diplomáticas del gobierno anterior. Dicho esto, el gobierno pensó que el enfoque de la política exterior de Colombia debía inclinarse hacía la URSS dándole así un giro con gran importancia. Luego de que la Unión Soviética lograra ser categorizada como una gran potencia tras la revolución de Octubre.
Estos cambios que el gobierno liberal de manera osada decidió impulsar en temas de política exterior, los conservadores, Estados Unidos y una parte del partido de gobierno no lo vieron con buenos ojos y esto generó malestar tras la toma de esta decisión. Este malestar daba por sentado que el país estaba a portas de abrirle paso al comunismo en Colombia y daba por sentado la inclinación del Presidente López Pumarejo a esta ideología.
Tras la reelección de López Pumarejo y las diferentes alianzas que se empezaron a establecer para hacerle frente al nazismo fueron razones de gran valía para darle camino al emprendimiento de diplomacias efectos entre ambos Estados en el año 1943. Durante este año las respectivas embajadas fueron establecidas tanto en Moscú y Bogotá, en donde el primer jefe de la misión Colombiana a Moscú fue Alfredo Michelsen, el cual se desempeñó de manera eficaz en territorio Ruso y de esta manera logró impulsar los lazos culturales y en temas de la academia en la fundación de un instituto cultural colombo-soviético titulado como Instituto Cultural León Tolstói.
Luego de las acciones tomadas por parte del gobierno liberal de abrirle las puertas al comunismo, esto trajo consigo repercusiones en la sociedad colombiana, tras el asesinato de Jorge Eliécer Gaitán se desarrolló un caos en la capital y en otros lugares de Colombia, dando lugar al momento histórico y que es más conocido como el "Bogotazo” durante el desarrollo de esta movilización se presentó el duro sometimiento por parte del gobierno de Mariano Ospina por las diversas movilizaciones masivas populares luego del magnicidio, por tal motivo, esto impulso a muchos sectores políticos le adjudicaron este hecho a la Unión Soviética alegando que querían imponer un régimen comunista. Luego de estas acusaciones se tomó la decisión de suspender las relaciones internacionales y diplomáticas con los soviéticos. Aunque jamás dejó de tener un impacto cultural en algunos sectores en Colombia.
Así mismo, la reanudación de la diplomacia entre ambos gobiernos tuvo lugar 20 años después con un gobierno nuevamente liberal al mando de Carlos Lleras Restrepo en 1966 y 1970 el cual le dio un rumbo distinto a la política exterior de Colombia  la cual se llevaba con los gobiernos anteriores. Dirigiéndose hacia África y Asia y de esta manera dejó de esta tan supeditado a Estados Unidos.
Por tal motivo, desde 1968 se restablecieron las relaciones diplomáticas con la Unión Soviética y hasta la actualidad siguen vigentes aunque con altibajos.

## Consecuencia de las relaciones con la URSS
Durante la década de 1930, debido a la premisa del enfrentamiento por parte de los Estados Unidos y la Unión Soviética, con base en esto, el gobierno norteamericano desarrolló una política diplomática en América Latina con el fin de ejercer su gran predominio en la región. El empezar a ejercer influencia en la región se generó por el establecimiento de las relaciones con la URSS, por lo cual, empezaron a ver que podía estar en vilo su expansión en temas con gran relevancia como era el tema del comercio en donde se encontraba la industria del petróleo y las grandes siembras de Banano.
Además, el poder que ejercía las opiniones de los delegados (embajadores) en cada país en representación del gobierno americano en la región, estos tenían una gran relevancia en los asuntos internos de los diferentes Estados, esto conllevaba a darle un cambio a la ruta política de cada Estado latinoamericano

## Actualidad

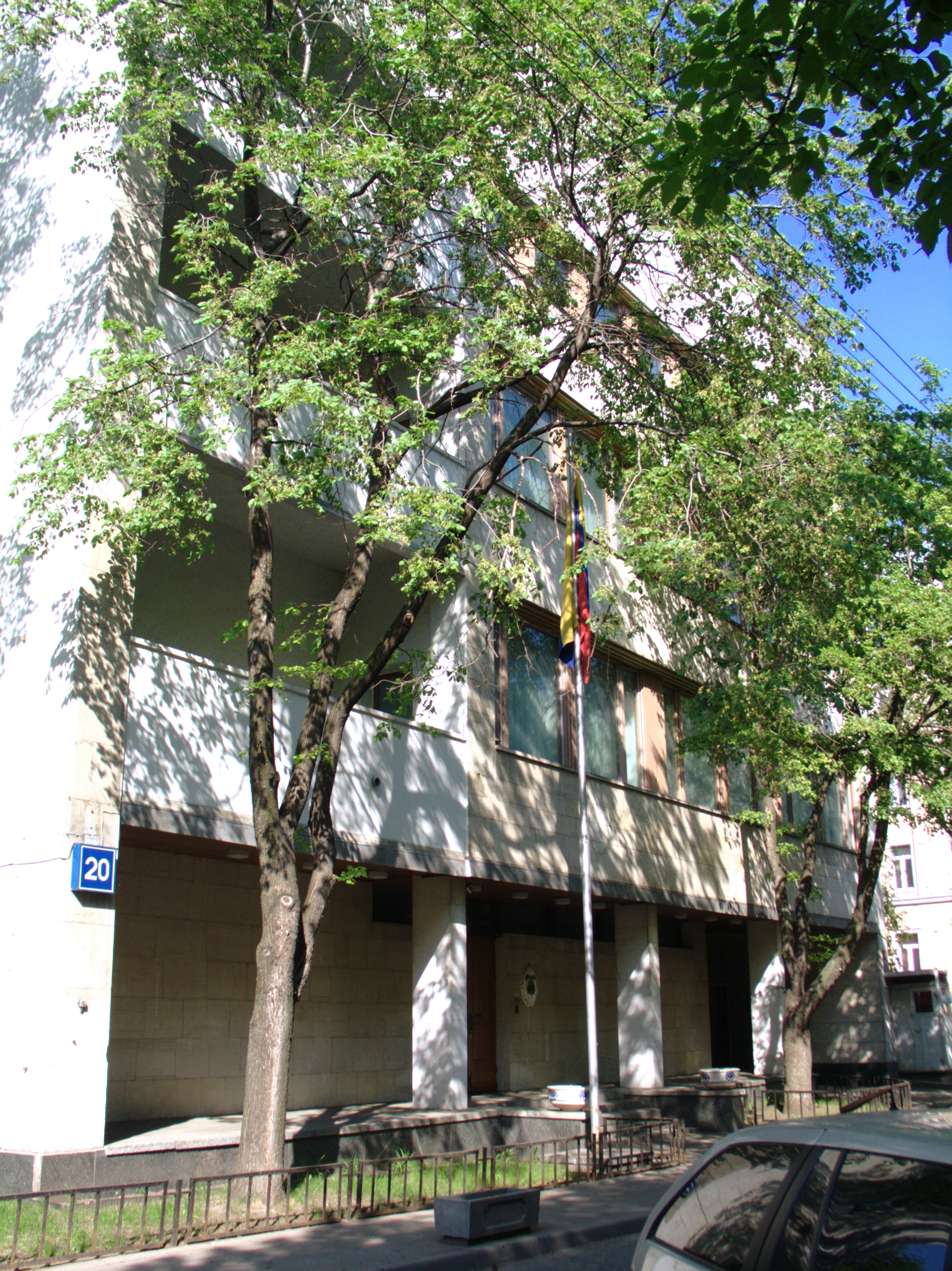
Embajada colombiana en Moscú.

El 3 de octubre de 2008, Colombia, considerado uno de los aliados estadounidenses más cercanos en toda América, envió a su ministro de Defensa a Rusia por primera vez para discutir la firma de un nuevo acuerdo de cooperación militar. El ministro de Defensa Juan Manuel Santos llegó a Rusia el 6 de octubre para asistir a una conferencia policial de Interpol y reunirse con su homólogo ruso Anatoly Serdyukov junto con el embajador de Colombia en Rusia, Diego José Tobón Echeverri. Alquín "es el primer ministro de Defensa colombiano en hacer una visita oficial a Rusia, que es de gran importancia para las relaciones entre los dos países", dijo la presidencia colombiana en su sitio web. Las conversaciones se centraron en la cooperación en la lucha contra el narcotráfico, el terrorismo y un nuevo acuerdo de defensa, dijo.
El vicepresidente colombiano Francisco Santos dijo durante una visita a Rusia en junio que su país quiere comprar helicópteros de combate y de transporte y sistemas de radar a medida que amplía sus fuentes de equipo de defensa. El ministro de Defensa asistirá a una manifestación de armamento ruso durante su visita de una semana, dijo la presidencia en Bogotá. Los esfuerzos de Colombia para cortejar a Rusia llegaron después de que expresara su preocupación por los miles de millones de dólares en ventas de armas rusas a la vecina Venezuela, donde el presidente Hugo Chávez proclamó un objetivo de contrarrestar la influencia estadounidense en América Latina y fue acusado por Colombia de armar a los rebeldes de las FARC-EP.

### Incursión de cazas rusos en el espacio aéreo de Colombia
El 1 de noviembre de 2013, la Fuerza Aérea Colombiana interceptó dos Tu-160 de la Fuerza Aérea Rusa que volaban sobre el espacio aéreo colombiano sin previa autorización gubernamental. Los dos blackjacks, nombrados por la OTAN, fueron escoltados fuera del espacio aéreo colombiano poco después y una nota de protesta fue enviada por el Ministerio de Relaciones Exteriores de Colombia a Moscú.

### Expulsión de diplomáticos rusos en Colombia
En diciembre de 2020, se tensó la relación entre los dos países. Colombia notificó la expulsión de dos diplomáticos rusos que trabajaban en la embajada de Rusia en Bogotá. Según el  Servicio de Inteligencia de Colombia, estos dos funcionarios rusos realizaban labores de espionaje en Colombia desde el 2018. El gobierno argumentó que los dos funcionarios rusos espiaban infraestructura militar, energética y recursos minerales.
Rusia, como medida recíproca, le notificó al gobierno colombiano la expulsión de dos de sus diplomáticos que trabajaban en la embajada colombiana en Moscú, bajo el argumento de que las acusaciones de espionaje del gobierno colombiano eran infundadas. 
Finalmente, Colombia anunció que los espías rusos expulsados no podrán volver al país a corto plazo debido a sus acciones contrarias a la Convención de Viena.

## Discordia entre ambas naciones
El ministro de la defensa de la república de Colombia da fuertes declaraciones en contra del gobierno Ruso, en donde el afirma y acusa que Rusia apoya militarmente a Venezuela, alegando un intento de injerencia extranjera en las áreas fronterizas con el vecino país gobernado por Nicolás Maduro. Tras estas declaraciones del ministro Diego Molano la embajada rusa calificó este acto de “irresponsable” alegando que este se encuentra en búsqueda de enemigos sin bases que sustenten sus fuertes declaraciones.
Por otra parte, en 2021 durante las protestas el gobierno Colombiano acusó a Rusia de ciberataques en contra de las páginas gubernamentales. 

## Injerencia de Rusia en Latinoamérica
Otro punto importante durante las relaciones diplomáticas entre Colombia y Rusia, se presentaron unas declaraciones por parte del Ministro Sergei Ryabkov en donde hace referencia al posible aumento en veras de fortalecer su presencia militar en Venezuela y Cuba.
Por tal motivo, este tipo de declaraciones generaron bastante malestar en algunas dinámicas y entre las alianzas en América Latina.

## Relaciones comerciales
Estos son algunos ítems correspondientes a lo que dentro del transcurso de la historia en cuanto a las relaciones comerciales entre estas dos naciones
- El convenio se firmó en junio de 1968 y fue la consecuencia de las conversaciones celebradas en Moscú y Bogotá entre las delegaciones gubernamentales.
- Colombia fue uno de los 15 países latinoamericanos que comerció con la Unión Soviética
- Convenio entre Colombia y la URSS a cambio de suministro de café Colombiano por máquinas y otras mercancías soviéticas.
- Convenio estaba en vigor hasta finales de 1967
- 1966 el volumen del comercio colombo-soviético aumentó significativamente debido a la compra de 2 toneladas de café a cambio de una flota de automóviles.
- Con el convenio se buscaba que el desarrollo del comercio fuese con base a la igualdad y ventaja mutua y recíproca